# Enrique Otal y Ric
Enrique Otal y Ric (Fonz, Huesca 1844-El Cairo, 1895), segundo hijo de María de los Dolores Ric y Azlor, IV baronesa de Valdeolivos, y de Ramón de Otal Mozárabe, jurista y rector de la Universidad Sertoriana de Huesca, fue un diplomático español.

## Biografía
Enrique Otal y Ric estudió en las Escuelas Pías de Barbastro y más tarde cursó Bachiller en Artes en la Universidad de Zaragoza. En 1869 se licenció en Derecho por la Universidad Central de Madrid, título por el que accedería después a la carrera diplomática.
En 1871 se presentó como candidato a Cortes por el distrito electoral de Barbastro aunque no salió elegido. Entre 1872-1890 ejerció como secretario de las representaciones de España en distintos países como China, Siam, Turquía, Argentina... siendo designado en 1894 ministro residente, agente y cónsul general de España en Egipto, donde falleció el 19 de enero de 1895.
En 1883 se casó con María Luisa Serrano y Cistué enviudando en Zaragoza poco después sin haber tenido descendencia.

## Archivo personal
El archivo personal de Enrique Otal y Ric se conserva en Fonz, (Huesca), en el archivo familiar de los Barones de Valdeolivos. El fondo, que contiene documentación fechada entre 1855 y 1895, se clasifica en los siguientes grandes grupos o series:
1. Documentación personal (apuntes de estudiante, títulos y diplomas, concesiones y nombramientos, etc.).
2. Actividades intelectuales (pequeñas composiciones poéticas y cantares).
3. Fotografías de sus viajes por el mundo.
4. Documentos del consulado de Buenos Aires.

Cabe destacar además, la rica colección de objetos orientales reunida a lo largo de su vida.